# Hans Peter Danuser
Hans Peter Danuser von Platen (* 31. Juli 1947 in Chur; ehemals Hans Peter Danuser; auch Hanspeter) ist ein Schweizer Tourismusmanager. Von 1978 bis 2008 war er Kurdirektor von St. Moritz. Er gilt als bedeutende Person des Schweizer Tourismus. Unter anderem liess er bereits 1985 den Ortsnamen «St. Moritz» als Marke registrieren und schützen, was ihn auf den Titel des Wall Street Journal brachte.

## Leben und Tätigkeit
Danuser wuchs in Felsberg im Kanton Graubünden auf. Er studierte Betriebswirtschaftslehre an der Hochschule St. Gallen und promovierte 1975 bei Paul Weilenmann an der Universität Zürich zum Thema Das Berufsbild und die Ausbildung der Airhostess. Er arbeitete von 1975 bis 1977 im Produktmanagement von Nestlé Schweiz und war etwa fünfzehn Jahre lang Kompanie- und Bataillonskommandant in der Schweizer Gebirgsinfanterie. Danuser spielt seit 1982 Alphorn.
Von 1978 bis 2008 war er Kurdirektor von St. Moritz. In dieser Funktion förderte Danuser neue Veranstaltungen (etwa den Windsurf-Marathon (1978), den Inline-Marathon (1996), den St. Moritz Polo World Cup on Snow (1985) und das Gourmet Festival St. Moritz (1994)), des Weiteren die Marke Heidiland (1978) und einen Relaunch des Glacier-Express (1982), des Bernina-Express (1984) und des Palm-Express (1986). Für seine Tätigkeit und Resultate erhielt Danuser zahlreiche Preise und Auszeichnungen. Die SonntagsZeitung kürte ihn 1999 zu einem «Kopf des Jahrhunderts». 2003 bezeichnete ihn das Tourismusmagazin Graubünden exclusiv als «Bündner des Jahres». Sein Wirken in St. Moritz erfuhr aber auch Kritik. Die Weltwoche warf ihm vor, er habe «die Bündner Berggemeinde in eine luxuriöse Geisterstadt verwandelt». Das Bergdorf sei «zur Zweiklassengesellschaft verkommen».
Von 2008 bis 2012 leitete Danuser die Repräsentanz der Deutschen Bank in St. Moritz. Von 2010 bis 2015 dozierte er an der ETH Zürich über Markenmanagement. Danuser initiierte den Anlass «Alphörner statt Hellebarden!», den er zusammen mit dem Eidgenössischen Jodlerverband und Präsenz Schweiz am 26. September 2015 in Mailand durchführte: 400 Alphornbläser feierten mit Konzerten in Mailand an der Weltausstellung Expo 2015 und auf der Piazza del Duomo (Mailand) 500 Jahre Schweizer Neutralität, 200 Jahre Schweizer Friede und Unabhängigkeit und kündeten die Eröffnung des längsten Eisenbahn-Tunnels der Welt an, Gotthard-Basistunnel. Danuser ist seit 1992 Mitglied des «Alphorn Ensembles Engiadina St. Moritz».

## Auszeichnungen
- Marketingpreis der Schweizerischen Gesellschaft für Marketing GFM, 1987[7]
- Milestone Tourismuspreis Schweiz, 2003[8]
- Tourismuspreis der Edition Salz & Pfeffer, 2004[9]
- Medienpreis Herbert, 2006[10]

## Veröffentlichungen
- Das Berufsbild und die Ausbildung der Airhostess (= Schriftenreihe für Wirtschaftspädagogik. Band 7). Verlag des Schweizerischen Kaufmännischen Vereins, Zürich 1975.
- Aufbau, Schutz und erfolgreiche Führung einer geografischen Marke – Das Beispiel St. Moritz. In: Marco Bundi, Benedikt Schmidt (Hrsg.): Gedanken zum Schutz von geografischen Zeichen. Festschrift für J. David Meisser. Stämpfli, Bern 2012, ISBN 978-3-7272-2965-7, S. 279–290.
- St. Moritz einfach – Erinnerungen ans Champagner-Klima. Somedia Bucherverlag, Glarus 2014, ISBN 978-3-906064-30-7.